# Real Oviedo 2017-2018
Questa voce raccoglie le informazioni riguardanti il Real Oviedo nelle competizioni ufficiali della stagione 2017-2018.

## Rosa
Rosa aggiornata al 2 febbraio 2018.'
| N. |                      | Ruolo | Calciatore       |
| -- | -------------------- | ----- | ---------------- |
| 1  | Spagna (bandiera)    | P     | Alfonso Herrero  |
| 2  | Islanda (bandiera)   | D     | Diegui           |
| 3  | Spagna (bandiera)    | D     | Francisco Varela |
| 4  | Spagna (bandiera)    | D     | Héctor Verdés    |
| 5  | Argentina (bandiera) | D     | Juan Forlín      |
| 6  | Spagna (bandiera)    | D     | Carlos Hernández |
| 7  | Spagna (bandiera)    | C     | Aarón Ñíguez     |
| 8  | Spagna (bandiera)    | C     | Ramón Folch      |
| 9  | Spagna (bandiera)    | A     | Toché            |
| 10 | Spagna (bandiera)    | A     | Miguel Linares   |
| 11 | Slovenia (bandiera)  | C     | Matej Pučko      |
| 13 | Spagna (bandiera)    | P     | Juan Carlos      |

| N. |                      | Ruolo | Calciatore          |
| -- | -------------------- | ----- | ------------------- |
| 14 | Ghana (bandiera)     | C     | Yaw Yeboah          |
| 15 | Kenya (bandiera)     | C     | McDonald Mariga     |
| 16 | Italia (bandiera)    | A     | Diego Fabbrini      |
| 17 | Ungheria (bandiera)  | C     | Patrik Hidi         |
| 18 | Spagna (bandiera)    | D     | Christian Fernández |
| 19 | Argentina (bandiera) | D     | Nahuel Valentini    |
| 20 | Uruguay (bandiera)   | D     | Guillermo Cotugno   |
| 21 | Spagna (bandiera)    | C     | Saúl Berjón         |
| 22 | Spagna (bandiera)    | C     | David Rocha         |
| 23 | Spagna (bandiera)    | D     | Mossa               |
| 24 | Colombia (bandiera)  | A     | Olmes García        |